# Mont Brûlé
Le mont Brûlé ou Braoulé est un sommet des Alpes pennines, situé sur la frontière italo-suisse, qui culmine à 3 576 ou 3 591 m d'altitude. Son sommet présente un large dôme neigeux et est le point culminant d'un chaînon qui inclut notamment dans le prolongement de son arête ouest-nord-ouest le Becca Vanneta (3 361 m) et le Grand Vanna (3 301 m) et, sur son arête sud, l'aiguille de l'Ancien (3 485 m).

## Toponymie
Son nom vient de l'alpage de Braoulé situé à 2 355 m dominant le Valpelline sur le versant italien. C'est la forme valdôtaine de « Breuil » indiquant parfois un pré marécageux.

## Géographie

### Situation
Le mont Brûlé se situe sur la frontière italo-suisse, au sud d'une crête s'étendant vers les dents des Bouquetins et à l'est du col Collon. Il domine au nord le Haut glacier d'Arolla et au sud-ouest le glacier du Mont-Braoulé.

### Topographie
Le mont Brûlé présente trois arêtes :
- nord-nord-est ;
- ouest-nord-ouest : neigeuse et facile avec une éminence, la pointe Marcel Kurz (3 498 m) ;
- sud.

Ces trois arêtes délimitent trois faces :
- la face nord à dominante neigeuse, la seule qui offre des difficultés d'ascension ;
- la face ouest dominant le glacier du Mont-Braoulé ;
- la face est rocheuse.

### Géologie
Le mont Brûlé est constitué de roches schisteuses.

## Premières ascensions
Ascensions marquantes du sommet :
- 7 août 1876 : arête nord-est par Arthur Cust et un porteur ;
- 6 août 1892 : arête ouest-nord-ouest par Alphonse Chambrelent, André Michelin, Édouard Michelin, Pierre Puiseux, Bernard Wolff et Marc Wolff ;
- 1912 : versant est par Scipione Borghese, Alexis Brocherel et Adolphe Chénoz ;
- 28 juillet 1923 : face nord par Olivier Barbey et Constantin Topali ;
- 27 juin 1965 : face nord directe par Maurice Brandt, Jean Braun, André Meyer, René Theytaz, Michel Zuckschwerdt ;
- 23 juillet 1969 : paroi ouest par Gino Buscaini et Silvia Metzeltin-Buscaini.

## Alpinisme et ski de randonnée
Deux refuges sur le versant italien donnent accès aux voies d'ascension : le refuge Aoste et le refuge Nacamuli au col Collon.
En hiver, le mont Brûlé, qui se trouve sur le tracé de la Haute Route Charmonix-Zermatt (variante italienne), peut être gravi en ski de randonnée.